# Legio V Alaudae

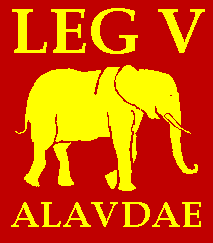
Signum der Legio V Alaudae

Die Legio V Alaudae (auch Alauda oder Alaudarum) war eine Legion der römischen Armee, die um das Jahr 52 v. Chr. von Gaius Iulius Caesar aufgestellt wurde und in der 2. Hälfte des 1. Jahrhunderts n. Chr. unterging.

## Namensgebung und Emblem
Der Beiname Alaudae geht auf eine keltische, von den Römern übernommene Bezeichnung für die Haubenlerche zurück und wurde bereits unter Caesar verwendet. Damit wurde wohl auf die ungewöhnliche Crista (Helmzier) der Legion angespielt. Der Name wurde inschriftlich nur selten und außerhalb Galliens verwendet. Meist wurde die Legion einfach als Legio V bezeichnet. Das Legionssymbol war der Elefant.
Die seit langer Zeit geführte Diskussion, ob die Legio V Alaudae möglicherweise mit der Legio V Gallica identisch sei, ist noch nicht abgeschlossen.

## Geschichte der Legion

### Späte Republik
Die Legion V Alaudae geht auf die Miliztruppen zurück, die Caesar im Jahr 52 v. Chr. zunächst privat und auf eigene Kosten aus „Ausländern“ in der römischen Provinz Gallia Transalpina aufstellte. Nach der Anerkennung der Legion durch den Senat erhielten die Legionäre das römische Bürgerrecht.

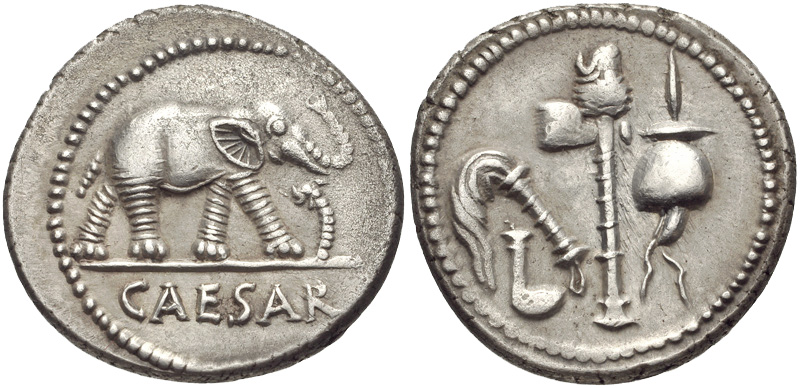
Denar Caesars mit dem Symbol der Legio V Alaudae

Die Legion nahm unter Caesar am Bürgerkrieg teil und eroberte im Jahr 49 v. Chr. die von Lucius Domitius Ahenobarbus verteidigte Stadt Corfinium (heute Corfinio). Im weiteren Verlauf des Jahres 49 v. Chr. setzte Caesar die Legion gegen die pompeianischen Legionen in Spanien ein. Möglicherweise war die Legion 48 v. Chr. an der Schlacht von Pharsalos beteiligt. Im Jahr 47 v. Chr. wurde die in Messana liegende Legion von Caesar mobilisiert und zeichnete sich in der Schlacht bei Thapsus 46 v. Chr. im Kampf gegen die Elefanten des Königs Juba aus. Der Elefant war fortan das Emblem der Legion. Nach der Schlacht von Munda (45 v. Chr.) wurde die Legion nach Italien verlegt.
Nach dem Tod Caesars kämpfte die Legion auf der Seite des Marcus Antonius in den Schlachten von Forum Gallorum (43 v. Chr.), Mutina (43 v. Chr.) und Philippi (42 v. Chr.) und vermutlich gegen die Parther. Nach der Niederlage des Antonius in der Schlacht bei Actium im Jahr 31 v. Chr. wurde die Legio V Alaudae vom siegreichen Octavian, dem späteren Augustus, in seine reguläre Armee übernommen.

### Julisch-claudische Dynastie
Zwischen 30 und 25  v. Chr. wurde die Legion auf die iberische Halbinsel versetzt, wo sie am Kantabrischen Krieg (29–19 v. Chr.) teilnahm. Das Standlager der Legion ist unbekannt. Fehlende Inschriften aktiver Legionäre legen die Vermutung nahe, dass die Legion nur kurzzeitig in Hispania stationiert war. In augusteischer Zeit wurden Veteranen der Legion bei Ligures Baebiani (Süditalien), Thuburnica (Sidi Ali Ben Kassem/Tunesien) und in den spanischen Städten Emerita Augusta (Mérida), Corduba (Córdoba) und Hispalis (Sevilla) angesiedelt.
Die Legion wurde zwischen 19 v. Chr. und 9 n. Chr. an die Rheingrenze verlegt. Die Versetzung kann mit dem Ende des Kantabrischen Krieges, aber auch im Zusammenhang mit den Drusus-Feldzügen gegen die Germanen ab 12 v. Chr. oder nach der Varusschlacht 9 n. Chr. erfolgt sein.
Nicht geklärt ist, ob sie oder eine andere 5. Legion, z. B. die Legio V Gallica (die aber von einigen Wissenschaftlern mit der V Alaudae gleichgesetzt wird), bei der Niederlage des Lollius 17 oder 16 v. Chr. ihren Adler verlor.
Lucius Nonius Asprenas befehligte, als Legat seines Onkels Publius Quinctilius Varus, ab dem Jahr 7 n. Chr. die Legionen Legio I und Legio V Alaudae in Germanien. Während Varus und sein Heer aus drei Legionen (Legio XVII, XVIII, XIX) im Jahr 9 von den Germanen unter der Führung des Cheruskers Arminius in der Schlacht im Teutoburger Wald vernichtend geschlagen wurde, gelang es Asprenas, mit einem Zweilegionenheer (Legio I und V) in das Winterlager am Niederrhein (Vetera beim heutigen Xanten) zu entkommen und die Rheinlinie für Rom zu sichern. Laut Cassius Dio eilte Asprenas nach der Varusniederlage den aus dem Kastell Aliso an der Lippe flüchtenden Legionären und Zivilisten vom Rhein her entgegen.
Die untergegangenen Verbände aus Vetera wurden durch die Legio V Alaudae und die Legio XXI Rapax ersetzt. Vetera wurde Hauptort des um die Jahre 11/12 n. Chr. neu eingerichteten niedergermanischen Heeresbezirks (Exercitus Germanicus Inferior).
14 n. Chr. ist die Legio V Alaudae wieder sicher belegt. Sie hatte ihre Garnison in der rechten (vornehmeren) Hälfte des Doppellegionslagers von Vetera. Sie nahm an der Meuterei der Legionen nach dem Tod des Augustus und an den Germanicus-Feldzügen teil. in den folgenden Jahrzehnten blieb die Legion in Vetera. Spuren der Bautätigkeit der Legion sind in Sentiacum (Sinzig), Ulpia Noviomagus Batavorum (Nijmegen), Vechten, Colonia Claudia Ara Agrippinensium (Köln) und Kleve aufzufinden.

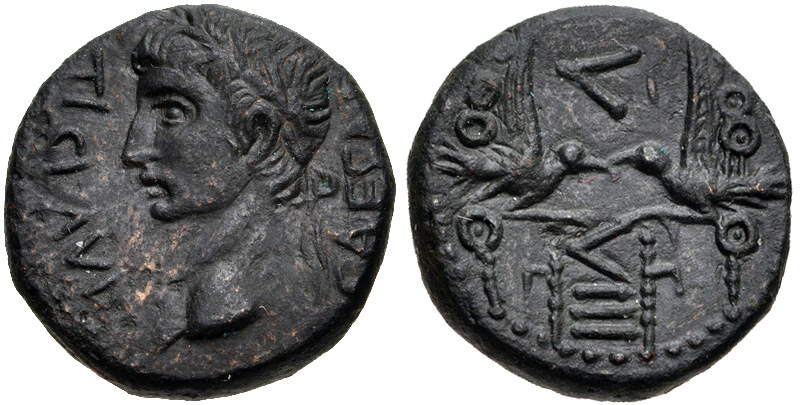
As des Claudius mit den Insignien der Legio V Alaudae und Legio VIII Augusta

Im Jahr 21 n. Chr. wurden Vexillationen der vier niedergermanischen Legionen I Germanica, V Alaudae, XX Valeria Victrix und XXI Rapax gemeinsam unter der Führung des Tribuns der Legio I Germanica, Torquatus Novellius Atticus, gegen die aufständischen gallischen Stämme der Andecaver und Turonen eingesetzt.
Lucius Apronius, der Statthalter der Provinz Germania inferior, brach mit seinen Legionen, unterstützt von Vexillationen aus Germania superior und Auxiliartruppen im Jahr 28 auf, um einen Aufstand der Friesen niederzuschlagen. Unter dem Befehl ihres Legaten Cethegus Labeo zeichnete sich die Legion in diesen Kämpfen aus. Vermutlich nahm die Legion 39/40 an Caligulas Germanienfeldzug teil. Die Mitwirkung einer Vexillation bei der Eroberung Britannien durch Claudius im Jahr 43 ist nicht belegt, aber möglich.

### Vierkaiserjahr und Flavische Dynastie
Am 1. Januar 69 rebellierten die Rheinlegionen gegen Galba, wobei die V Alaudae eine führende Rolle einnahm. Die Legion unterstützte die Erhebung des Vitellius zum Kaiser; ein großer Teil mit der Aquila (Legionsadler) marschierte nach Italien und nahm an den Kämpfen gegen Otho und später im Jahr gegen die Streitkräfte Vespasians teil. Legat der Legion zur Zeit der Niederlage in der Zweiten Schlacht von Bedriacum war Fabius Fabullus. Die in Niedergermanien zurückgebliebenen Reste der Legion wurden in den Bataveraufstand verwickelt und in Vetera von Iulius Civilis belagert.
Ein Entsatzheer aus Soldaten der Legio XXII Primigenia unter dem Kommando des Gaius Dillius Vocula wurde von Süden her in Marsch gesetzt, vereinigte sich in Novaesium mit der Legio XVI Gallica, wagte aber nicht, weiter in den Raum um das belagerte Vetera vorzudringen, sondern schlug bei Gelduba (Krefeld-Gellep) ein Lager auf. Vetera konnte kurzfristig „befreit“ werden, bevor die Aufständischen den Belagerungsring wieder schlossen. Die im Legionslager Vetera verbliebenen Truppen, Teile der Legio XV Primigenia, der Legio V Alaudae und möglicherweise der Legio XVI Gallica, kapitulierten, nachdem die Vorräte aufgezehrt waren, im März 70. Den Legionären wurde freier Abzug gewährt. Sie wurden jedoch fünf Meilen südlich Veteras von Germanen aus dem Hinterhalt überfallen und niedergemacht. Einigen wenigen gelang die Flucht zurück nach Vetera, wo sie in dem Feuer, das die Aufständischen im Zuge der Plünderung legten, umkamen.
Einige Historiker gehen davon aus, dass die Legion 69/70 ausgelöscht wurde, während andere ihr Fortbestehen postulieren.
Die geschlagene Legio V Alaudae wurde nach der Schlacht nach Moesia superior abkommandiert, um die im Bürgerkrieg entblößte Grenze gegen Sarmaten und Daker zu schützen. Ihr Legionslager ist unbekannt. In Moesia kam es im Jahr 70 unter dem Statthalter Fonteius Agrippa zu verlustreichen Kämpfe gegen die Scythen (Sammelbegriff für die osteuropäische Barbarenvölker, gemeint sind die Sarmaten). Vermutlich überstand die Legion auch diese Verluste.
Domitian (81–96) siedelte zu Beginn seiner Herrschaft Veteranen der Legionen I Italica, III Augusta, IIII Macedonica, V Macedonica, V Alaudae, IIII Flavia und VII Claudia in der neugegründeten Stadt Scupi (Skopje) an. Im Winter 85/86 drangen starke dakische Kriegerhorden des Königs Diupaneus von Norden über die Donau in die römische Provinz Mösien ein und trafen die Römer völlig unerwartet. Ihr Statthalter, Gaius Oppius Sabinus, fiel im Kampf und die Angreifer konnten fast zügellos plündern und brandschatzen. 86/87 befehligte Cornelius Fuscus eine Armee im Kampf gegen die Daker unter deren König Decebalus. Er erlitt zu Beginn der Dakerkriege eine vernichtende Niederlage, bei der die V Alaudae vermutlich aufgerieben wurde.

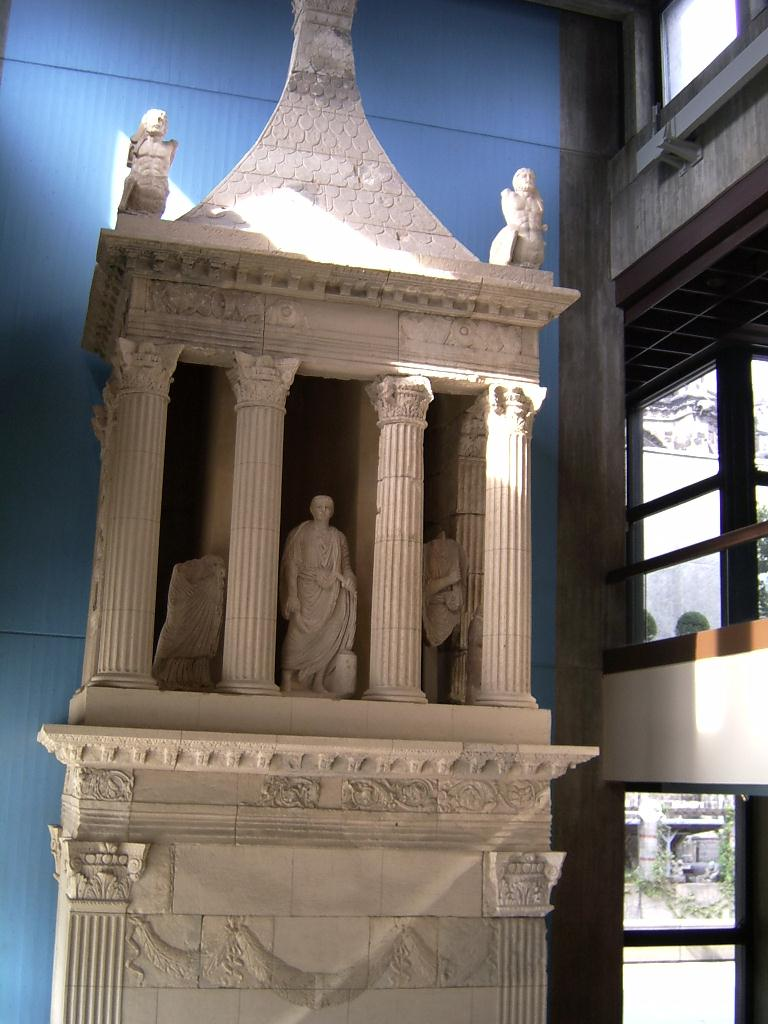
Grabmal des Lucius Poblicius

## Grabmal des Poblicius
Epigraphisch sind mehrere Militärtribunen und Soldaten der Legio V Alaudae belegt. Ein Veteran der Legion, Lucius Poblicius, errichtete sich in der Mitte des 1. Jahrhunderts ein prächtiges Grabmal bei Colonia Claudia Ara Agrippinensium (Köln), das wiederaufgebaut im Römisch-Germanischen Museum Köln steht.